# Akemi Noda
Akemi Noda (野田 朱美, Noda Akemi, Komae, 13 oktober 1969) is een Japans voormalig voetbalster.

## Carrière
Zij speelde voor onder meer Yomiuri-Seiyu Beleza en Takarazuka Bunnys (later Bunnys Kyoto SC).
Zij nam met het Japans vrouwenvoetbalelftal deel aan de WK 1991. Daar stond zij opgesteld in alle drie de wedstrijden van Japan. Japan werd uitgeschakeld in de groepsfase. Zij nam met het Japans elftal deel aan de WK 1995. Japan werd uitgeschakeld in de eerste knock-outronde door de Verenigde Staten. Zij speelde in alle vier wedstrijden mee en scoorde daarin twee doelpunten, waaronder de winnende 2-1 tegen Brazilië. Zij nam deel aan de Olympische Zomerspelen in 1996, en daar stond zij in alle drie de wedstrijden van Japan opgesteld.

## Statistieken
| Japans vrouwenvoetbalelftal | Japans vrouwenvoetbalelftal | Japans vrouwenvoetbalelftal |
| Jaar                        | Wed.                        | Dlp.                        |
| --------------------------- | --------------------------- | --------------------------- |
| 1984                        | 1                           | 0                           |
| 1985                        | 0                           | 0                           |
| 1986                        | 12                          | 2                           |
| 1987                        | 4                           | 0                           |
| 1988                        | 3                           | 0                           |
| 1989                        | 7                           | 1                           |
| 1990                        | 7                           | 2                           |
| 1991                        | 13                          | 7                           |
| 1992                        | 0                           | 0                           |
| 1993                        | 4                           | 0                           |
| 1994                        | 6                           | 3                           |
| 1995                        | 9                           | 8                           |
| 1996                        | 10                          | 1                           |
| Totaal                      | 76                          | 24                          |